# أناتول أبانغ
أناتول أبانغ (بالفرنسية: Anatole Abang)‏ (6 يوليو 1996 بياوندي في الكاميرون - ) هو لاعب كرة قدم كاميروني في مركز الهجوم يلعب في نادي البطائح. شارك مع منتخب الكاميرون تحت 17 سنة لكرة القدم ومنتخب الكاميرون تحت 20 سنة لكرة القدم ومنتخب الكاميرون لكرة القدم. أما مع النوادي، فقد لعب مع نيويورك ريد بولز ونيو يورك ريد بولز 2.

## وصلات خارجية
- أناتول أبانغ على موقع الدوري الأمريكي (الإنجليزية)
- أناتول أبانغ على موقع قاعدة بيانات كرة القدم.إي يو (الإنجليزية)
- أناتول أبانغ على موقع ناشيونال فوتبول تيمز (الإنجليزية)
- أناتول أبانغ على موقع Soccerway.com (الإنجليزية)
- أناتول أبانغ على موقع AS.com (الإسبانية)